# Růžena Žertová
Růžena Žertová (4. listopadu 1932 Ostrava – 5. října 2019 Brno) byla česká architektka, známá zejména jako autorka obchodních domů ze 60. a 70. let 20. století v různých městech Československa. Věnovala se také návrhování interiérů, svítidel, oděvních doplňků či šperků.

## Životopis

### Rané léta a studium
Narodila se v Ostravě 4. listopadu 1932 jako první dítě Stanislavy Žertové rozené Veselé a geodeta Aloise Václava Žerta. O rok a půl později (9. června 1934) se narodil její mladší bratr Petr Žert. Dětství a mládí prožila ve Frýdku, kde rodina žila, a navštěvovala gymnázium v Místku (až v roce 1943 byla města úředně sloučena do Frýdku-Místku). Po maturitě v roce 1951 chtěla dále studovat textil na Vysoké škole uměleckoprůmyslové v Praze, z politických důvodů jí však bylo umožněno pouze studium architektury.
Začala tedy studovat architekturu na Českém vysokém učení technickém (ČVUT) v Praze, v následujícím roce přešla na Fakultu architektury a pozemního stavitelství Českou vysokou školu technickou (pozdější Vysoké učení technické, VUT) do Brna, kde promovala v roce 1957. Bylo to však bouřlivé období 50. let, kdy fakultě hrozilo i úplné zrušení. Žertová sem nastoupila v roce 1952, o rok později byl první ročník studia uzavřen, posléze se situace uklidnila a v roce 1955 pod vedením děkana Bohuslava Fuchse již byl první ročník studia znovu otevřen. Čtveřici ateliérů tehdy vedli kromě Fuchse ještě Bedřich Rozehnal, Antonín Kurial a Miloslav Kopřiva a s Rozehnalem zůstala Žertová v kontaktu i po studiu. Studovali s ní mimo jiné Mojmír Kyselka, Jiří Gřegorčík, Fedor Hamal či Anděla Drašarová. V roce 1960 zde dokončil studium rovněž bratr Petr. Shodou okolností v roce 1953 byla slavnostně otevřena Rozehnalova nejslavnější nemocniční stavba Dětská nemocnice v brněnských Černých Polích a Žertová si posléze pro svoji diplomovou práci zvolila projekt dětského a porodnicko-gynekologického pavilonu pro nemocnici ve Frýdku-Místku.

### Profesní kariéra 60. a 70. let
Žertová po svém absolutoriu v roce 1957 zvažovala studium scénografie na Akademii múzických umění v Praze, dokonce zdárně složila přijímací zkoušky, nový zaměstnavatel Stavoprojekt v Ostravě ji však odmítl uvolňovat ke studiu, proti čemuž Žertová protestovala a odmítla do zaměstnání nastoupit. Po několika měsících bez zaměstnání na podzim téhož roku nastoupila do podniku Potravinoprojekt u architekta Zdeňka Řiháka, kde se zabývala zejména navrhováním interiérů. V důsledku prověrek z roku 1957 byla určena k nástupu do Pozemních staveb jako dělnice, na přímluvu ředitele Potravinoprojektu však mohla s omezenými pravomocemi setrvat.
V roce 1960 přešla do brněnského Státního projektového ústavu obchodu (SPÚO), který vznikl rozdělením Potravinoprojektu. V něm pak působila více než dvacet let do roku 1983. Zde také poznala svého pozdějšího manžela Igora Svobodu, rovněž architekta. Každý z nich vedl svoji skupinu v rámci ateliéru Jaroslava Hlavsy a po patnáctiletém soužití v roce 1976 uzavřeli sňatek. V roce 1966 Žertová se Svobodou společně navštívili Ernsta Wiesnera v britském Liverpoolu s podklady pro výstavu o Bedřichu Rozehnalovi. V roce 1967 poprvé spolupracovali na společném projektu, když Svoboda vypracoval tatranský hotel Park v Novém Smokovci a Žertová pro něj navrhla interiér. Dále však spolu tvořili jen velmi vzácně.
Zatímco pražský SPÚO se zaměřoval na projektování staveb v Čechách a bratislavský na Slovensku, brněnský SPÚO měl vedoucí postavení i nejpočetnější ansámbl a působil celorepublikově. To se promítlo i do geografické rozkročenosti díla Žertové. V letech 1962 až 1964 zpracovala projekt na obchodní dům Hornád v Košicích, později v majetku Tesca. V roce 1965 následoval projekt menšího obchodního domu Dodo v Michalovcích. V roce 1965 také začala pracovat na obchodním domě Labe v Ústí nad Labem a v roce 1968 se zúčastnila vnitropodnikové soutěže na obchodní dům Prior v Jihlavě, který však nebyl realizován.

### Vrchol tvorby, ústup a návrat
Následně od roku 1970 přepracovala původní návrh Obchodního domu Prior v Pardubicích autorky Anděly Drašarové. Rostoucí kvalita jejích návrhů jí získala i lepší postavení, mimo jiné měla samostatný ateliér v domě Tivoli na Konečného náměstí. S manželem přitom žili v podkrovním bytě ve Dvořákově ulici v centru města. V roce 1966 a znovu po srpnových událostech 1968 pár uvažoval o emigraci, příležitost však promarnil a zůstal trvale v Československu. Žertová se v první polovině 70. let kromě své práce v SPÚO začala věnovat také uměleckořemeslné tvorbě a navrhovala nejprve oděvní doplňky, později i šperky a svítidla. V roce 1975 projektovala obchodní dům Prior v Ostravě, který však už nedokončila a neshody kolem projektu vyvrcholily posléze jejím odchodem z SPÚO. Jako členka Svazu výtvarných umělců se začala živit uměleckým řemeslem a navrhovala interiéry.
Dva roky po svatbě, v roce 1978, manželé z rozhodnutí úřadů přišli o svůj podkrovní byt a situaci posléze řešili výstavbou vlastního domu na parcele získané v Žabovřeskách v ulici Zákoutí. Přízemní atriový objekt inspirovaný severskou architekturou Žertová sama navrhla a do roku 1982 také svépomocí postavila, zatímco pečovala o nemocnou matku (zemřela 1985) i manžela s astmatem (zemřel 1990). Po sametové revoluci na sklonku roku 1989 se znovu vrátila k architektonické práci, roku 1990 založila vlastní ateliér a věnovala se především projektování obytných souborů. Do roku 2007 navrhla na třicet obytných staveb či jejich souborů a urbanistických studií, mezi jinými rekonstrukci obchodního centra Rubín na Makovského náměstí nebo řešení Burianova náměstí v Žabovřeskách, realizována byla její rekonstrukce brněnské pobočky Bayrische Vereinsbank AG Brno v Kobližné ulici (palác Říkovských z Dobrčic).
Pod vedením kurátorky Petry Gajdové se v roce 2013 uskutečnila výstava aspektů tvorby Růženy Žertové v Muzeu města Brna na Špilberku.
Manželství s Igorem Svobodou zůstalo bezdětné. Růžena Žertová zemřela v noci na sobotu 5. října 2019 ve věku 86 let.

## Ocenění
Růžena Žertová obdržela vyznamená či ocenění:
- 2009: Zlatá medaile VUT v Brně[21]
- 2013: Cena města Brna[22]
- 2018: Cena Ministerstva kultury za dlouhodobé umělecké zásluhy v architektuře[23]
- 2018: Cena Jože Plečnika Obce architektů[24]

## Galerie

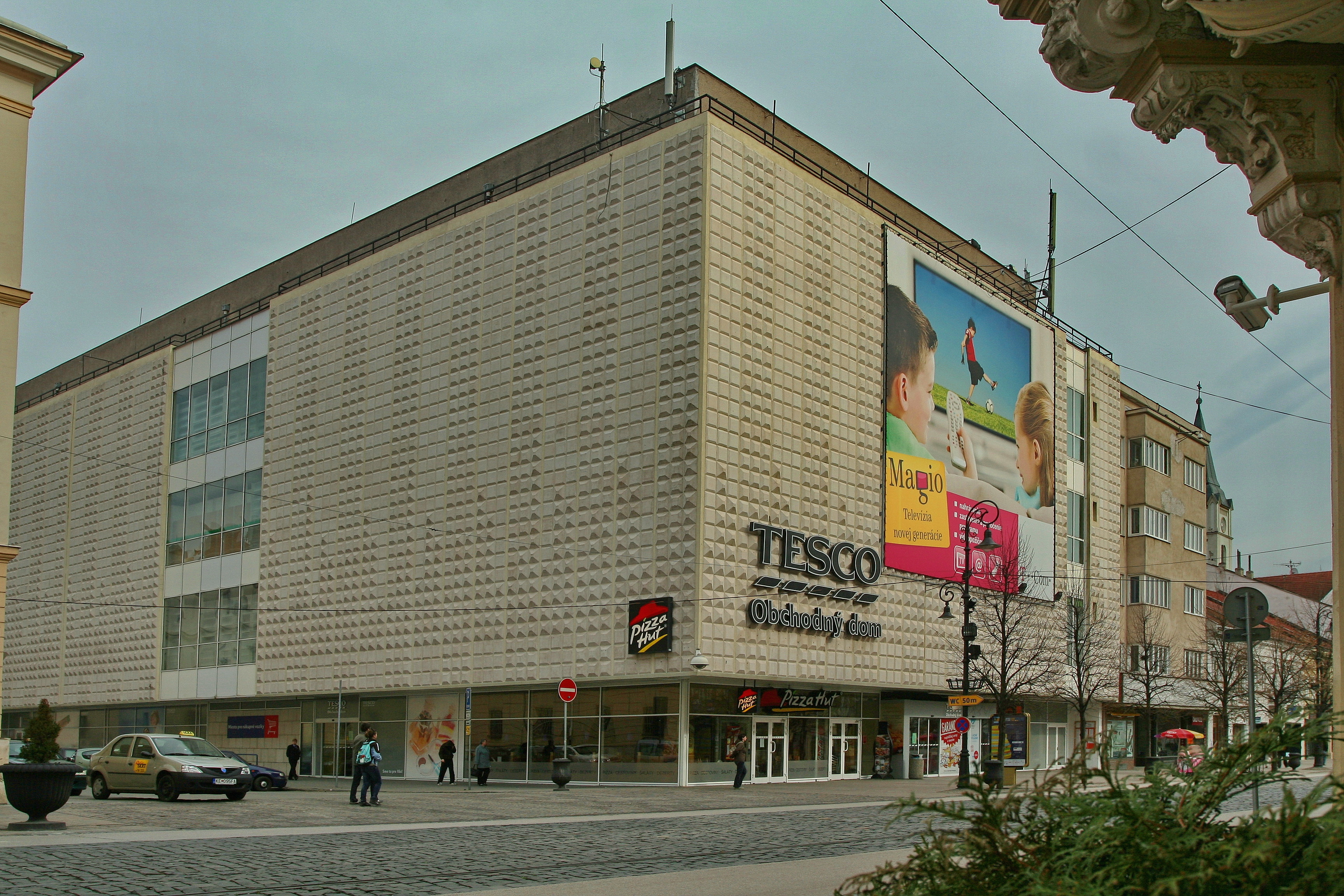
OD Prior v Košicích
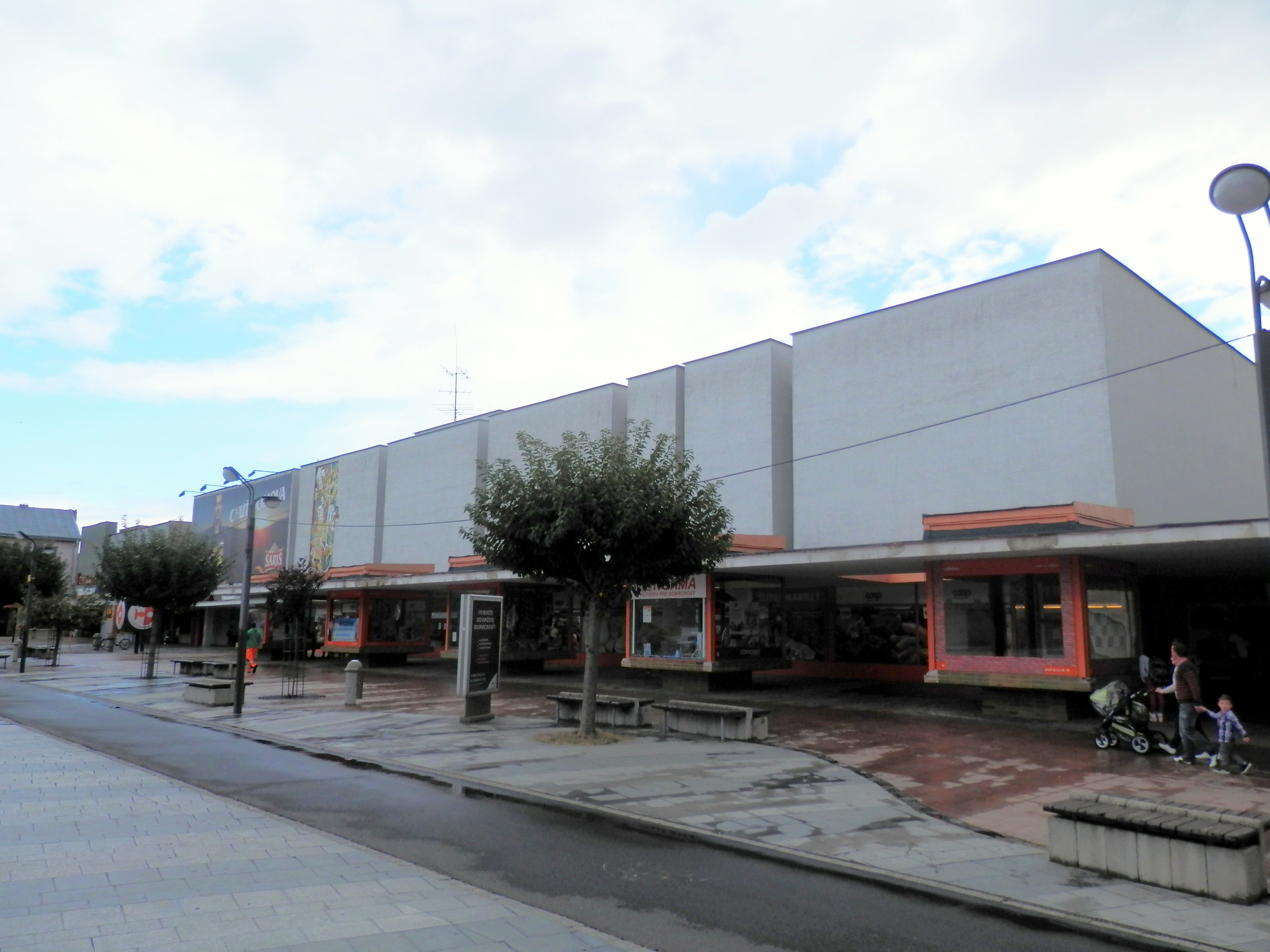
OD Dodo na náměstí Osvoboditelů v Michalovcích
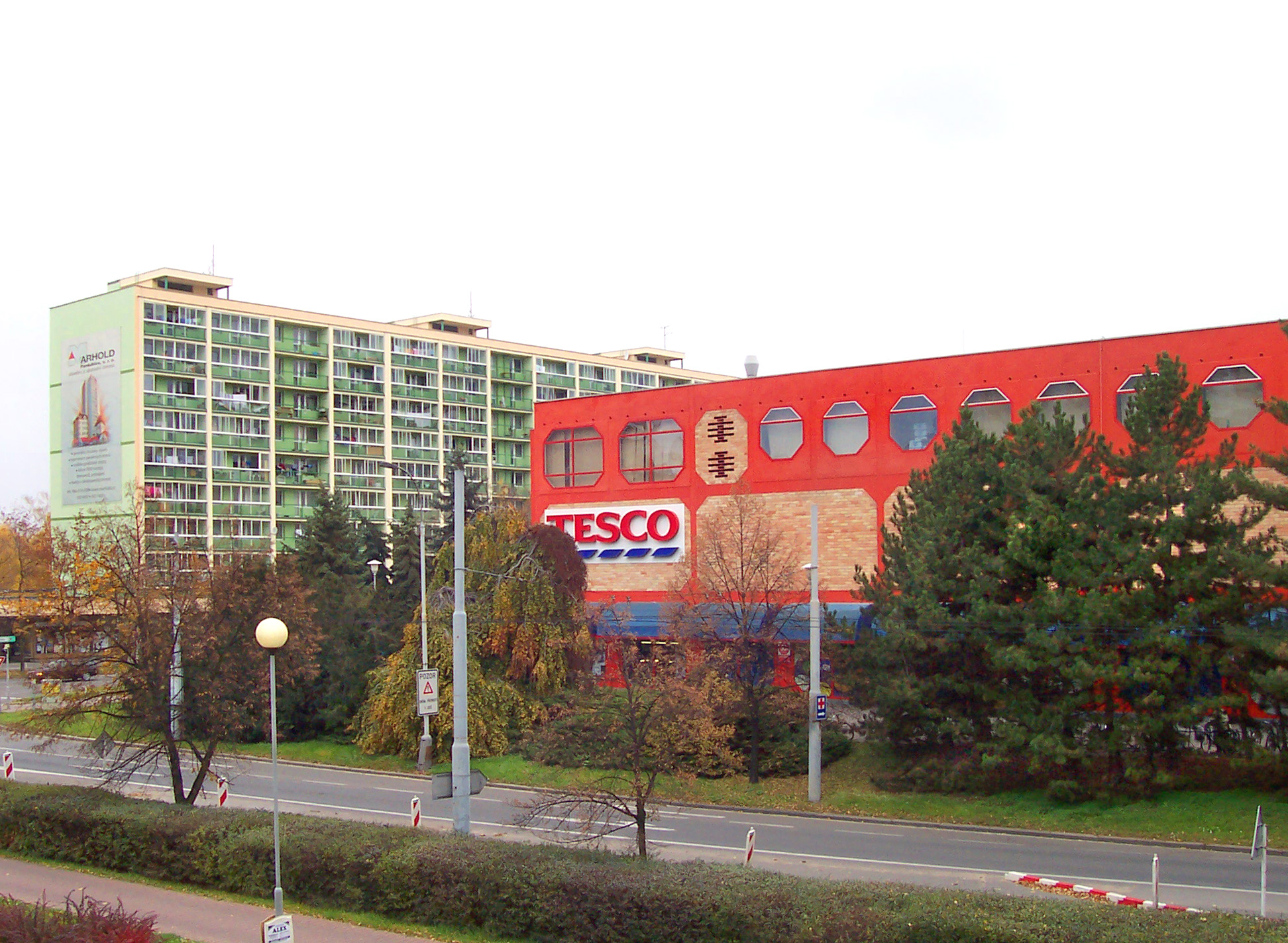
OD Prior v Pardubicích (vpravo)
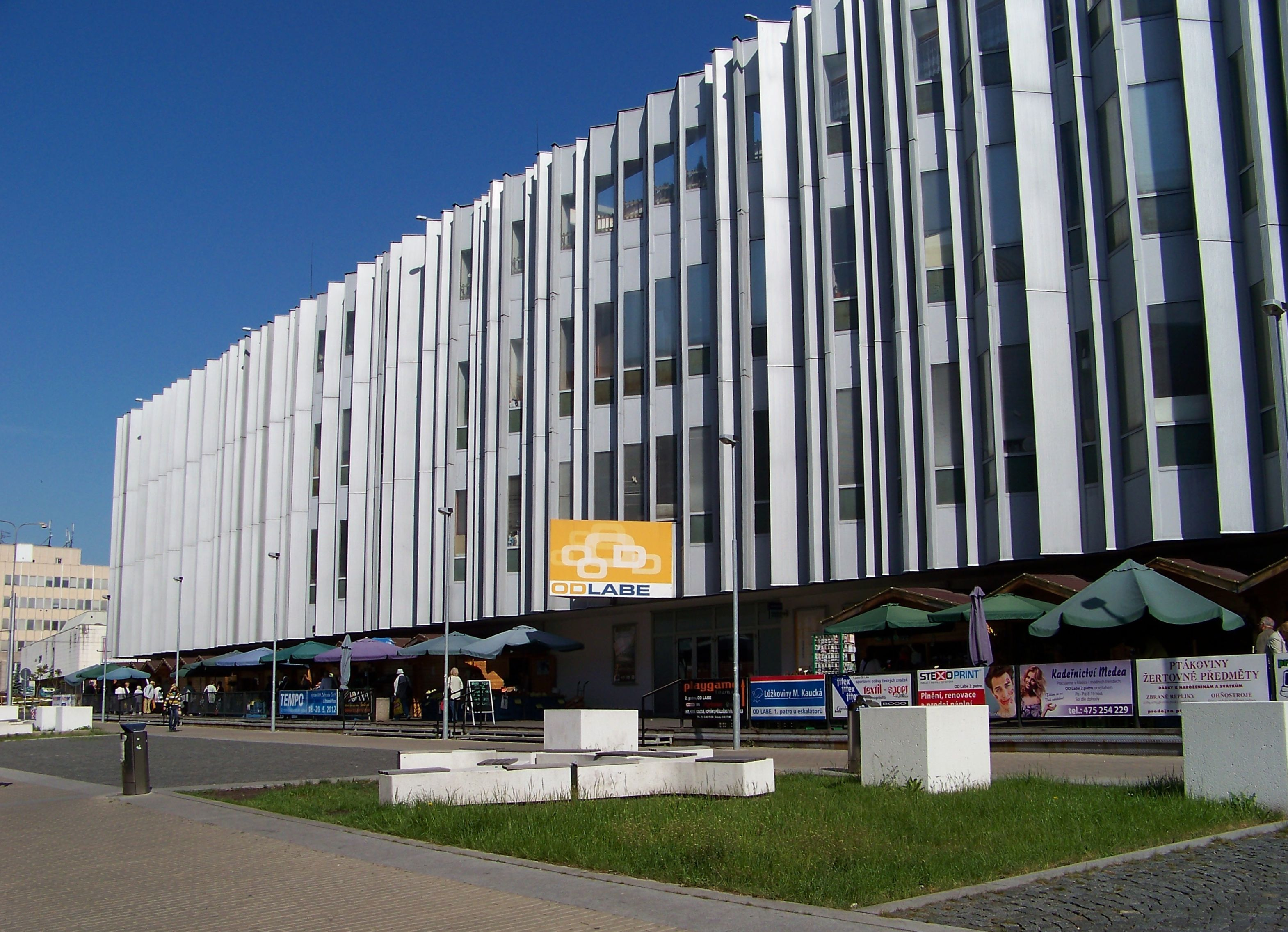
Obchodní dům Labe v Ústí nad Labem
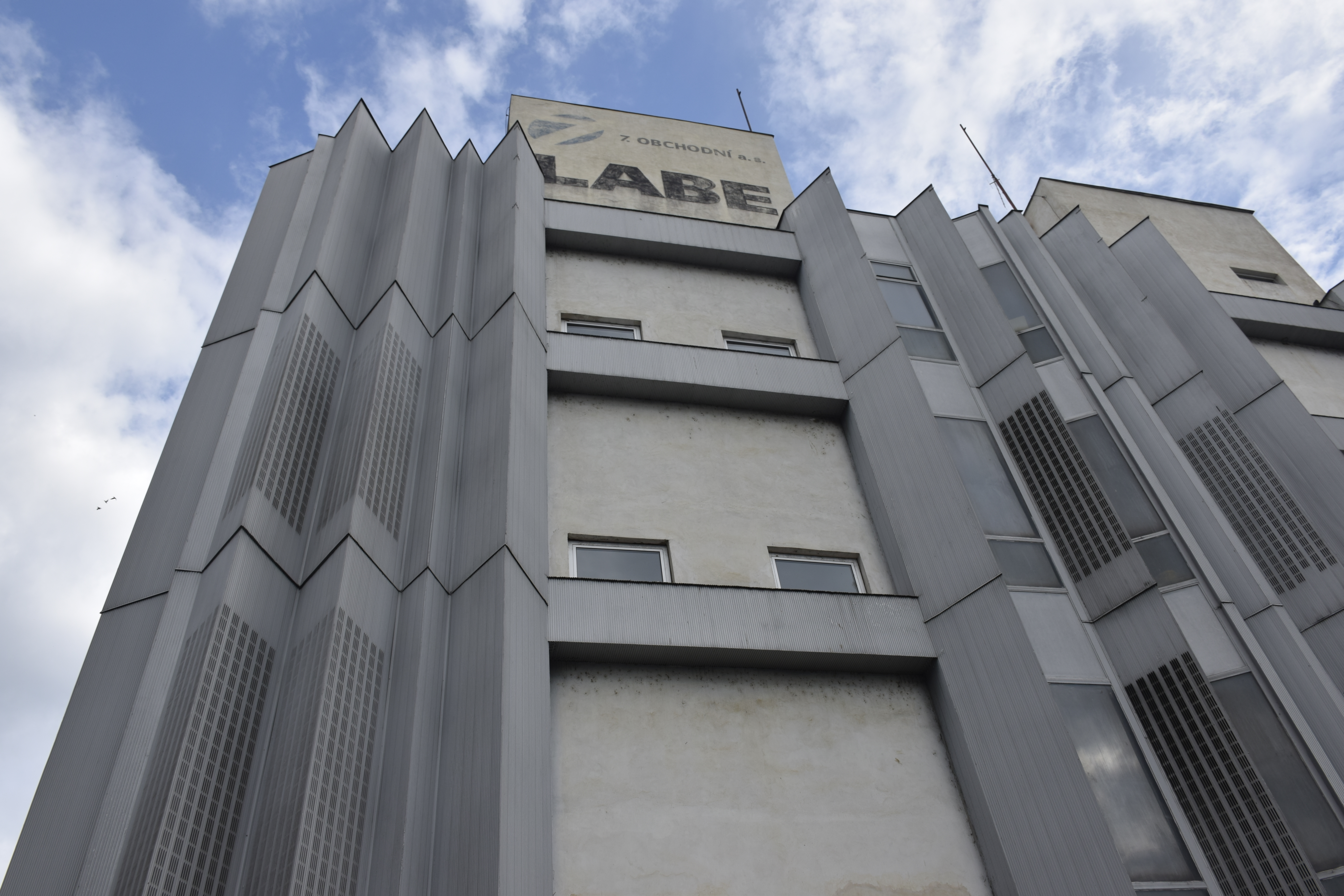
Obchodní dům Labe
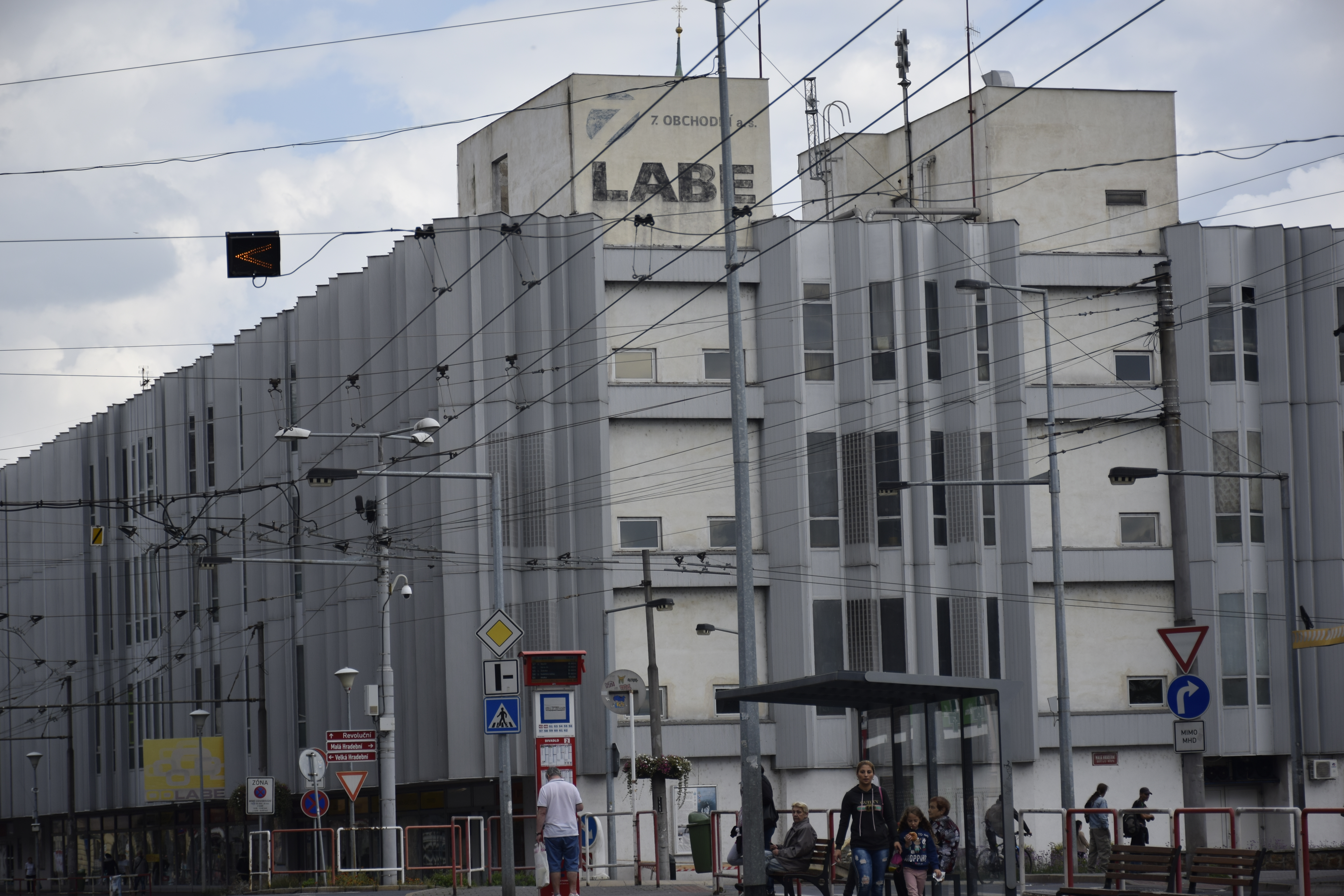
Obchodní dům Labe, průčelí